# Дубянский, Яков Фёдорович
Яков Фёдорович Дубянский (1745 — 22 января 1807) — русский офицер, деятель масонства.

## Биография
Родился в семье Фёдора Яковлевича Дубянского — духовника императриц Елизаветы Петровны и Екатерины II. В 1766 году выпущен из Пажеского корпуса и произведён в армейские капитаны. В 1777 году майор. Член Санкт-Петербургского английского собрания. В своём родном имении Шапки на реке Тосна построил церковь.
Член масонской ложи «Урания» («Соединённых муз»). В 1775 году — основатель ложи «Астрея» в Петербурге. В 1776 году — основатель ложи «Немезида», работавшей по циннендорфской (рейхелевской) системе.
Умер в 1807 году. Похоронен на Лазаревском кладбище Александро-Невской лавры.